# ني-يو
ني-يو (بالإنجليزية: Ne-Yo)‏ اسمه الحقيقي شافر تشيمر سميث مغني وكاتب أغاني أمريكي من أصول أفرو أمريكية وصينية.

## روابط خارجية
- ني-يو على موقع IMDb (الإنجليزية)
- ني-يو على موقع روتن توميتوز (الإنجليزية)
- ني-يو على موقع ميوزك برينز (الإنجليزية)
- ني-يو على موقع رولينغ ستون (الإنجليزية)
- ني-يو على موقع إن إن دي بي (الإنجليزية)
- ني-يو على موقع أول ميوزيك (الإنجليزية)
- ني-يو على موقع أول ميوزيك (الإنجليزية)
- ني-يو على موقع ديسكوغز (الإنجليزية)
- ني-يو على موقع ديسكوغز (الإنجليزية)
- ني-يو على موقع قاعدة بيانات الفيلم (الإنجليزية)